# Сергий (Охотенко)
Сергий (в миру Егор Прокопьевич Охотенко; 12 марта 1890, Малые Горошки, Житомирский уезд, Волынская губерния — 2 октября 1971, Аделаида) — епископ и предстоятель неканонической Белорусской автокефальной православной церкви, ранее — епископ Украинской автокефальной православной церкви.

## Биография
Родился 25 марта 1890 года в украинской крестьянской семье в селе Малые Горошки Житомирского уезда Волынской губернии.
В 1911 году поступил послушником в Житомирский Свято-Богоявленский мужской монастырь. 28 июня 1919 архиепископ Леонтий постригает его в монашество с именем Сергий, после чего был назначен на должность эконома архиерейского дома. Духовное образование получал на действующих при монастыре пастырских курсах.
В 1921 году по просьбе архиепископа Василия (Богдашевича), молодой монах Сергей переезжает в Киев и становится сотрудником Киевской духовной академии.
По рассказам самого Сергия (Охотенко), записанным одним из прихожан БАПЦ в 1960-х годах, он был сторонником Украинской автокефалии, но автокефалии канонической. «Его отношение к тогдашней УАПЦ было сложным: не принимая самого способа хиротонии митрополита Василия (Липковского), владыка Сергий понимал всю историческую необходимость этого шага. По словам архиепископа, он причащался со священниками УАПЦ, а затем и служил с ними».
В 1925 году епископом Прилукским Василием (Богдашевским), викарием Киевской епархии, рукоположён в иеродиакона и иеромонаха. С 1925 по 1937 год иеромонах Сергий служил на приходах Коростень, Народичи, Емильчици, Кулеши. В 1932 году удостоен сана архимандрита.
В 1937 году арестован НКВД, отправлен на принудительные работы в Бердянск. Незадолго до нападения нацистской Германии на СССР был освобожден и получил разрешение стать настоятелем собора в Мелитополе.
После отступления советских войск с Украины вошёл в лоно неканонической Украинской автокефальной православной церкви, которую возглавлял епископ Поликарп (Сикорский). Решением Синода УАПЦ рукоположён в епископа Мелитопольского.
1 августа 1943 года в греческом кафедральном соборе Кировограда хиротонисан во епископа. Хиротонию совершили: епископ Николаевский Михаил (Хороший), епископ Екатеринославский Геннадий (Шиприкевич), епископ Елисаветоградский Владимир (Малец).
За критические отзывы о Василие (Липковском) и его «церкви» был лишён Поликарпом сана, а коллегами-архиереями жестоко избит.
В 1944 году вместе с отступающими немецкими войсками эмигрировал из Советского союза. Во время краткосрочного пребывания в Варшаве «епископ» Сергий встретился с митрополитом Варшавским Дионисием (Валединским), возглавлявшим Польскую Православную Церковь («Православную Церковь в Генерал-губернаторстве»). Последний оформил письменное свидетельство, согласно которому архиерейская хиротония епископа Мелитопольского Сергия (Охотенко) признавалась канонической.
Вместе с Геннадием Шиприкевичем отправил в Рим прошение о принятии в лоно католической церкви.
После окончания Второй Мировой войны епископ Сергий поселился в немецком городе Констанца, где организовал украинскую приходскую общину.

### Участие в БАПЦ
В мае 1946 года иерархи Белорусской автокефальной православной церкви присоединяется к Русской православной церкви за границей, противники этого создают группу по возрождению БАПЦ из священников и мирян. Инициативная группа провела переговоры с руководством УАПЦ, и по взаимному согласию епископ Сергий (Охотенко) назначается временно управляющим белорусскими автокефальными общинами в эмиграции.
4-5 июня 1948 года участвовал в соборе белорусского православного духовенства и мирян в Констанце, который принял постановление о возобновлении деятельности БАПЦ. Временным руководителем БАПЦ (до создания собора епископов БАПЦ) был избран епископ Сергий (Охотенко).
4 февраля 1949 года решением Собора УАПЦ епископу Сергию (Охотенко) был дозволен полный переход в юрисдикцию «Белорусской Автокефальной Православной Церкви» на должность её Первоиерарха.
20 декабря 1949 года был возведён в сан архиепископа и вместе с иерархией УАПЦ рукоположил для БАПЦ в епископы Василия (Томащика). Все последующие годы занимался заботами по организационному обустройству БАПЦ.
В 1950 году переехал в Австралию, поселился в городе Аделаида, откуда руководил Белорусской Автокефальной Православной Церковью.
В конце 1950-х годов принял под свой омофор несколько общин Константинопольского Патриархата, который в ответ издал томос, в котором было заявлено, что БАПЦ не является православной церковью.
15 февраля 1968 года вместе с епископом Свободной Сербской православной церкви Димитрием (Балачем) рукоположил в епископы архимандрита Андрея (Крита). 10 марта вместе с новорукоположенным епископом, епископом УАПЦ Донатом и сербским епископом Димитрием рукоположил в епископы архимандрита Николая (Мацукевича).
Скончался 2 октября 1971 года. Похороны состоялись в Аделаиде, отпевали владыку Сергия епископ БАПЦ Николай, греческие владыки Спиридон и Хризостом. От УАПЦ с ними служил протоиерей Никодим. Согласно своему завещанию, владыка Сергий был похоронен в сидячий позе, как хоронили православных патриархов и императоров в Византии.